# Роберт Ішасегі
Роберт Ішасегі (угор. Róbert Isaszegi; нар. 2 травня 1965, Шарошпатак, Боршод-Абауй-Земплен) — угорський професійний боксер, бронзовий призер Олімпійських ігор 1988.

## Аматорська кар'єра
1984 року Роберт Ішасегі став чемпіоном Угорщини.
На чемпіонаті Європи 1985 переміг двох суперників, а у півфіналі програв Івайло Марінову (Болгарія).
На чемпіонаті світу 1986 програв в першому бою О Кван Су (Південна Корея).
На чемпіонаті Європи 1987 програв у чвертьфіналі Ншану Мунчяну (СРСР).
На літніх Олімпійських іграх 1988 Роберт Ішасегі завоював бронзову медаль.
- В 1/16 фіналу переміг Колін Мур (Гаяна) — 5-0
- В 1/8 фіналу переміг Саддуна Аббуд (Ірак) — RSC-1
- У чвертьфіналі пройшов Чатчай Сасакул (Таїланд) — 3-2
- У півфіналі програв Майклу Карбахаль (США) — 1-4

На чемпіонаті Європи 1989 переміг Томмі Карккайнена (Фінляндія) і Ншана Мунчяна, а у фіналі програв Івайло Марінову — 0-5.
На чемпіонаті світу 1989 в першому бою переміг Івайло Марінова — 16-11, в другому — Сейгі Ісікадо (Японія), а у чвертьфіналі програв Кім Док Нам (Північна Корея).
1990 року на Іграх доброї волі завоював бронзову медаль, а на Кубку світу програв у чвертьфіналі.

## Професіональна кар'єра
1998 року Роберт Ішасегі перейшов до професійного боксу. Протягом 1998—2005 років на рингах Угорщини провів 19 переможних боїв, але за межами країни програв бої за титул чемпіона Європи за версією EBU в легшій вазі бельгійцю Кармелло Баллоне і в найлегшій вазі — іспанцю Івану Позо.